# Karel van Gorkom
Karel Wessel Van Gorkom (Zutphen, 22 augustus 1835 – Baarn, 10 maart 1910) was een Nederlands apotheker, kinakenner, hoofdinspecteur van Indische cultures en auteur. 
Hij was de zoon van Gerrit van Gorkom en Anna Margaretha van der Veen. Karel Wessel huwde in Bandung op 6 oktober 1864 met Anna Francisca Keijzer. Ze kregen vijf kinderen die allen in Bandung werden geboren.

## Opleiding
Karel studeerde farmacie aan de Utrechtsche Universiteit. Hij werd opgeleid door hoogleraar scheikunde Gerrit Jan Mulder (1802-1880). Minister van koloniën Jean Chrétien baron Baud besloot in 1845 om jongelieden te laten opleiden tot militair apotheker voor Indië. Naast Mulders praktijklessen werden colleges natuurkunde, scheikunde, artsenijbereidkunde, plantkunde, dierkunde en aardkunde gegeven.

## Kina
Op 7 juli 1855 werd hij als 19-jarige bevorderd tot militair apotheker in het Nederlands-Indische leger. Tot de zomer van 1857 werkte Van Gorkom als apotheker in het grote militaire hospitaal. Hierna werd hij assistent van Fromberg op het landbouw-scheikundig laboratorium van Buitenzorg. In 1864 volgde hij Franz Junghuhn (1809-1864) op als hoofd van de gouvernements-kinaonderneming in Buitenzorg op Java. De eerdere zending kinaplanten die in 1854 door Justus Karl Hasskarl in Zuid-Amerika waren verzameld en opgestuurd, stond er op dat moment niet goed bij. Eerdere pogingen om de bedreigde kinabomen door cultuur in Zuid-Amerika en Algerië voort te planten waren mislukt. Van Gorkom kreeg nieuwe zaden van een andere kinasoort (Cinchona Ledgeriana) uit Zuid-Amerika geleverd. Door de planting aan te passen wist hij de zaden tot ontkieming te brengen en te oogsten. Hij zorgde er mede voor dat de gedwongen arbeid op de kinaplantages werd afgeschaft. Karel van Gorkom begon met systematisch wetenschappelijk onderzoeken naar de effecten van de kinabast. Ook publiceerde hij over de kinacultuur. Van 1875 tot 1878 werkte Van Gorkom als hoofdinspecteur van de suiker- en rijstcultuur.

## Terug naar Nederland

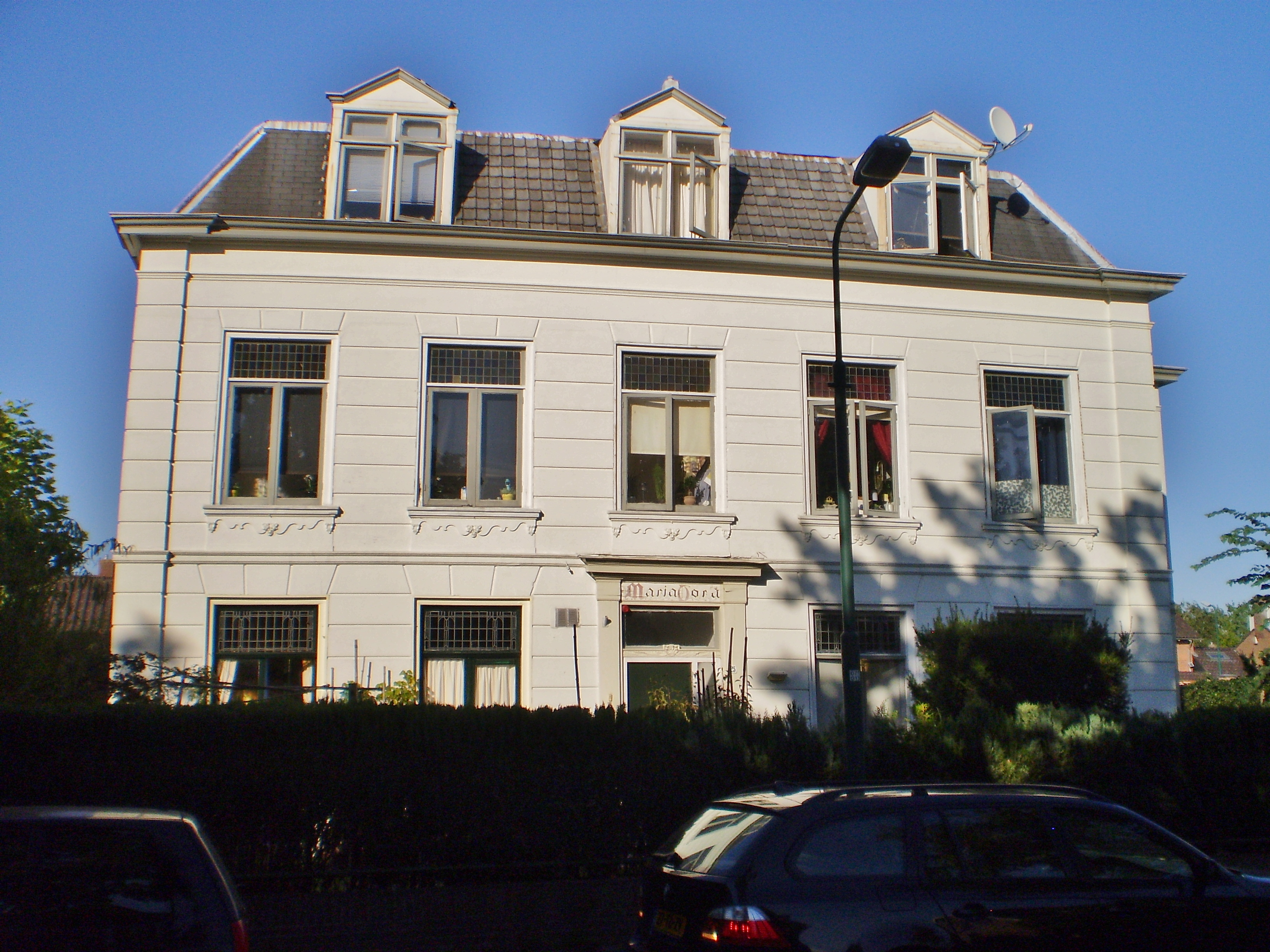
Maria Oord in Baarn

In 1880 nam hij ontslag en keerde terug naar Nederland. Hij gaf les over Indische cultures aan de landbouwschool van Wageningen en werd schoolopziener in het arrondissement Amersfoort (1885-1901). Hiernaast schreef hij veel praktische en wetenschappelijke geschriften. Voor het Nieuws van den Dag schreef hij hoofdartikelen over Indische onderwerpen. Voor zijn verdiensten werd hij benoemd tot Ridder in de Orde van de Nederlandse Leeuw. Door vakgenoten werd hij gekozen in tal van wetenschappelijke genootschappen. Door de Universiteit van Utrecht werd hij benoemd tot Doctor honoris causa in de Pharmacie.
Toen zijn poging om met steun van de kiesvereniging een zetel in de 2e kamer te bemachtigen mislukte, werd hij gemeenteraadslid te Baarn. Hij woonde in Maria Oord aan de Kerkstraat. Van Gorkom stierf toen hij 74 jaar was en werd begraven op de oude begraafplaats aan de Berkenweg in Baarn.

## Diversen
- Brieven van Karel Wessel van Gorkom (1835-1910) aan Pieter Johannes Veth (1814-1895)
- Brieven van Karel Wessel van Gorkom (1835-1910) aan Octavia Cornelia Susanna van Swinderen (1806-1896) (echtgenote van C. Star Numan)

- International Standard Name Identifier: 0000 0000 8257 8383
- Library of Congress Control Number: no2001098073
- Nationale Bibliotheek van Israël: 987007290993605171
- Nederlandse Thesaurus van Auteursnamen: 072223820
- Système universitaire de documentation: 08983156X
- Trove: 897587
- Virtual International Authority File: 68590034
- WorldCat: E39PBJtcFpxR6GfrdkHCfrW4bd